# Ванни, Андреа
Андреа Ванни, или Андреа ди Ванни д’Андреа (итал. Andrea di Vanni d’Andrea; 1332, Сиена, Тоскана — 1414, Сиена) — итальянский живописец периода проторенессанса сиенской школы. Как живописец Ванни следовал традиции, заложенной Симоне Мартини и Лоренцетти, которую он популяризировал на юге Италии.
Вместе с братом Липпо Ванни, Бартоло ди Фреди и Таддео ди Бартоло он «ввёл раннее сиенское искусство в пятнадцатый век». Его главная работа — большой полиптих в церкви Санто-Стефано в Сиене.

## Биография
Андреа Ванни родился около 1332 года в Сиене. Первое упоминание о нём как о живописце относится к 1353 году, когда он был связан с Бартоло ди Фреди, хотя неизвестно, был ли Ванни помощником в его мастерской или они просто работали совместно. Его последние произведения датируются периодом около 1400 года, и исследователи предполагают, что его смерть наступила около 1414 года (хотя документальных свидетельств этому нет).
В 1368 году, в период политической нестабильности в Сиенской республике Андреа принял деятельное участие в восстании против установившейся власти нобилей. В результате они были изгнаны, а в Сиене восстановлено правление Совета Двенадцати, в который вскоре вошёл Андреа Ванни. Церковные источники сообщают, что в том восстании он участвовал совместно с Бартоло, братом святой Екатерины Сиенской. С Екатериной Андреа связывали многолетние дружеские отношения, он был её ревностным почитателем, и история сохранила письма, которые ему писала Екатерина. В сиенской церкви Сан-Доменико имеется фреска, созданная Андреа, на которой он изобразил Екатерину Сиенскую. Это изображение предположительно считается единственным прижизненным портретом святой.
Андреа Ванни в течение двадцати лет занимал несколько различных должностей, включая избрание в Большой совет в 1370 году, гонфалоньеро в 1371 году, отправление послов к папскому двору в Неаполь в 1372 году и в Авиньон в 1384 году. Помимо Неаполя и Авиньона Андреа Ванни выполнял дипломатические миссии в Рим и Флоренцию. Согласно документам в 1383—1384 годах Андреа жил в Неаполе, поэтому часть его произведений хранится в этом городе.
Его произведения немногочисленны. Возможно, это результат того, что Андреа основную часть времени посвящал государственным делам. Период его творчества охватывает более шестидесяти лет, однако большинство работ не имеет точной датировки, и реконструкция его творчества достаточно условна. Главной его особенностью является то, что, будучи воспитанным на образцах живописи начала XIV века, в частности на творчестве Симоне Мартини и братьев Лоренцетти, Андреа пронёс свои идеи через всю жизнь, и пятьдесят лет спустя он писал таких же «Мадонн» как и в начале своей карьеры. Его ранние «Мадонны с Младенцем» (Оксфорд, музей Ашмолеан; Берлин, Художественная галерея) имеют мягкие контуры фигур, нежные оттенки тонов. Главным достоверно известным произведением Андреа Ванни является большая алтарная картина из церкви Санто-Стефано в Сиене. На ней изображены Мадонна на троне и святые Стефан, Иаков, Варфоломей и Иоанн Креститель. Тщательно написана «Мадонна с Младенцем» из церкви Сан-Микеле. Совместно с Бартоло ди Фреди, который был сотрудником Андреа не только в живописи, но и в политической деятельности, он написал «Рождество Девы Марии со святыми Иаковом, Екатериной, Варфоломеем и Елизаветой» (Пинакотека, Сиена). Кроме того, им были созданы «Распятие с двумя святыми» (Академия, Сиена), «Благовещение» на двух панелях из Палаццо Сарачени, триптих «Моление о чаше, Распятие, и Воскресение» (Галерея Коркоран, Вашингтон) и «Святой Себастьян» (Пинакотека, Сиена).https://www.larousse.fr/encyclopedie/peinture/Andrea_Vanni/154738] </ref>.
Андреа Ванни скончался около 1414 года. Поскольку запись о его кончине отсутствует в сиенской церкви Сан-Доменико, где захоронена вся его семья, возникла версия, что Ванни скончался где-то на чужбине.

## Галерея

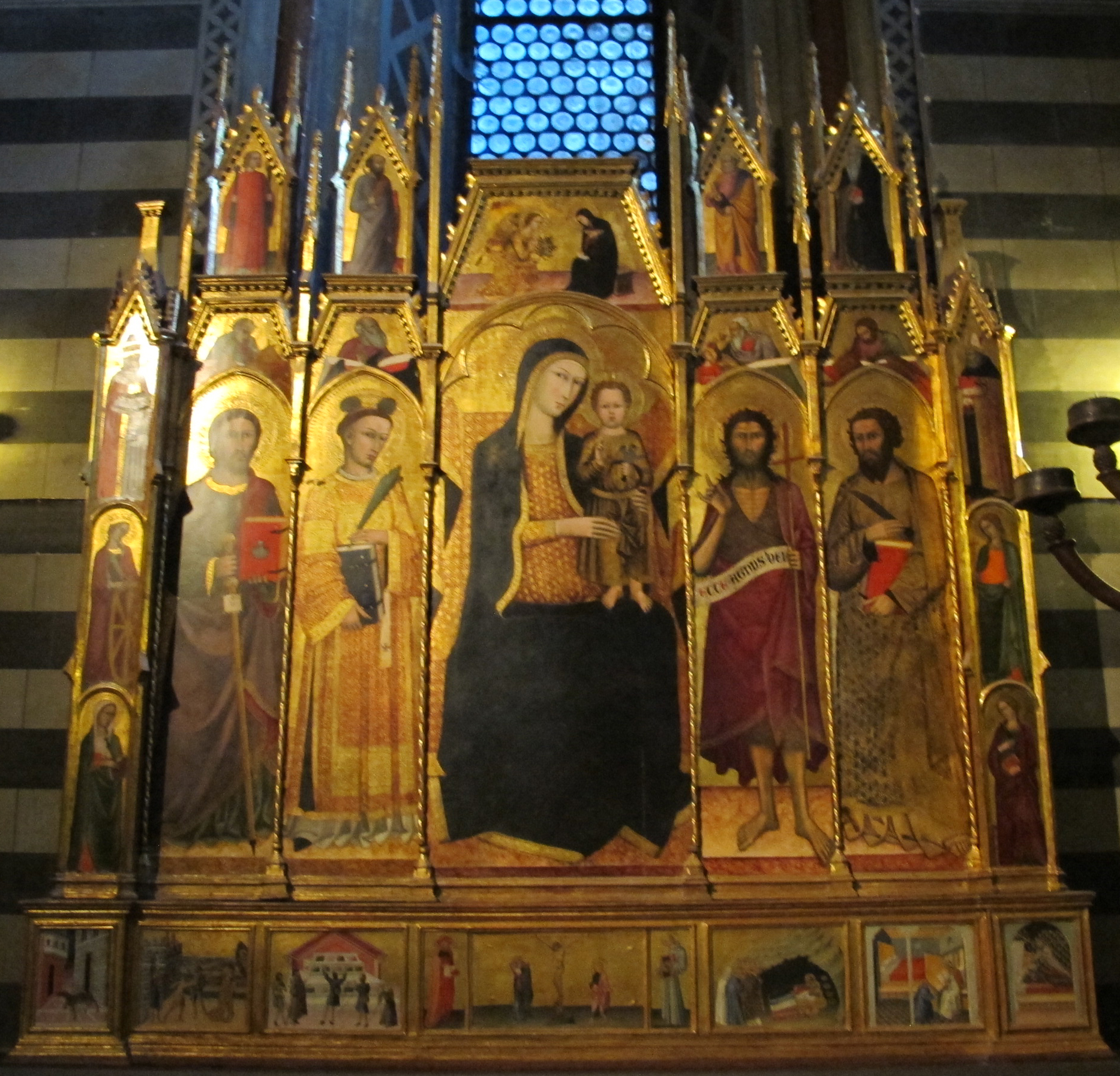
Андреа Ванни и Джованни ди Паоло. Полиптих Санто-Стефано. Дерево, темпера, золочение. Баптистерий, Сиена
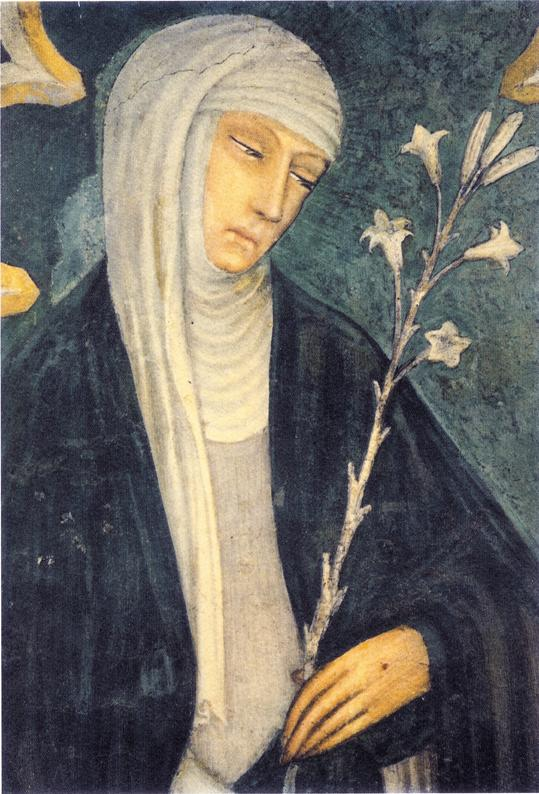
Святая Екатерина Сиенская. Деталь. Ок. 1400. Фреска. Церковь Сан-Доменико, Сиена
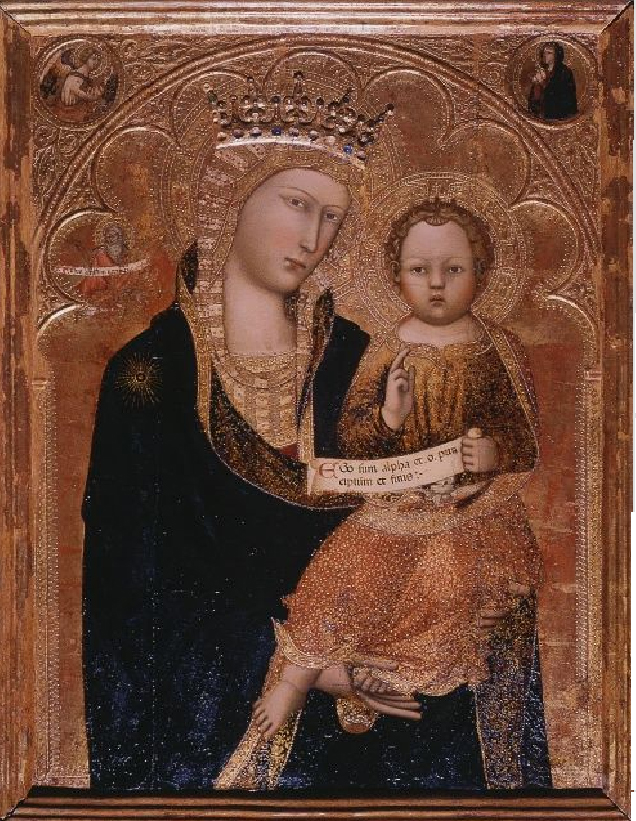
Мадонна с Младенцем. Ок. 1390. Дерево, темпера. Уффици, Флоренция
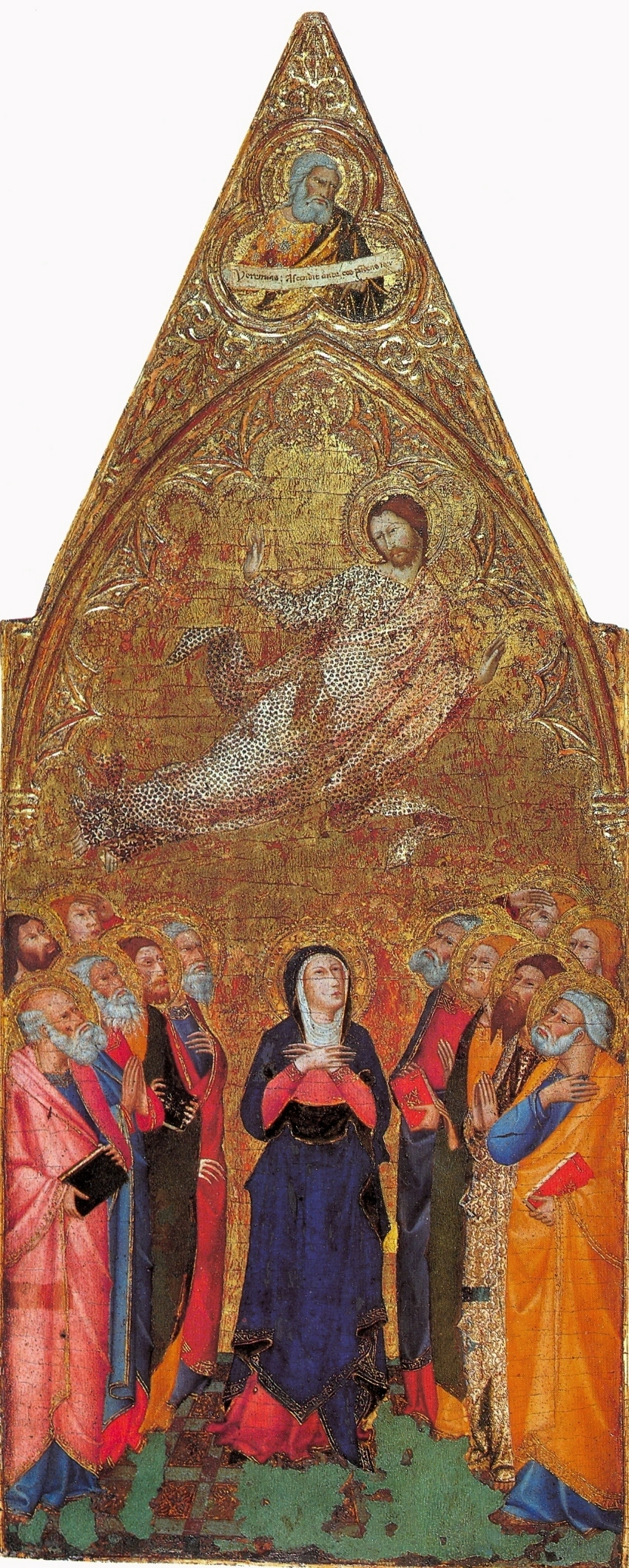
Вознесение Христа. Между 1355 и 1360. Дерево, темпера. Государственный Эрмитаж, Санкт Петербург
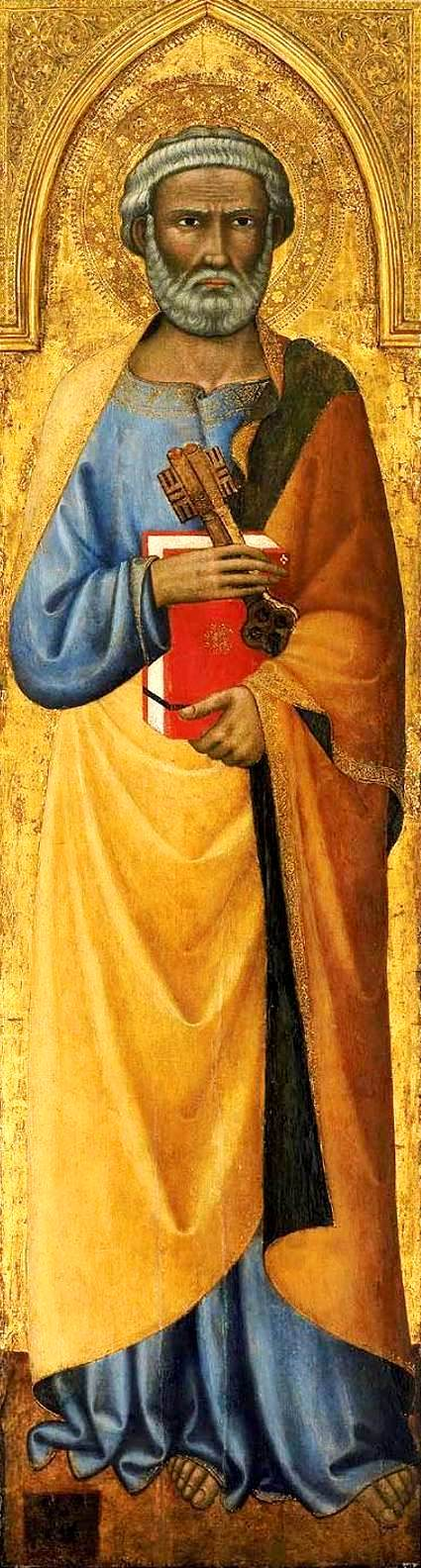
Апостол Пётр. 1390-е годы. Дерево, темпера, золочение. Музей изящных искусств, Бостон
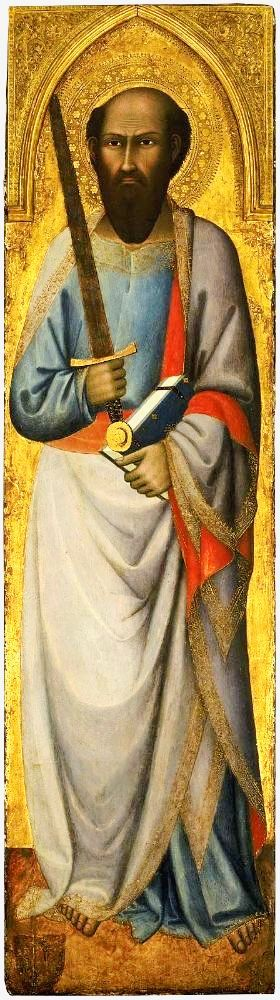
Апостол Павел. 1390-е годы. Дерево, темпера. Музей изящных искусств, Бостон, Массачусетс, США
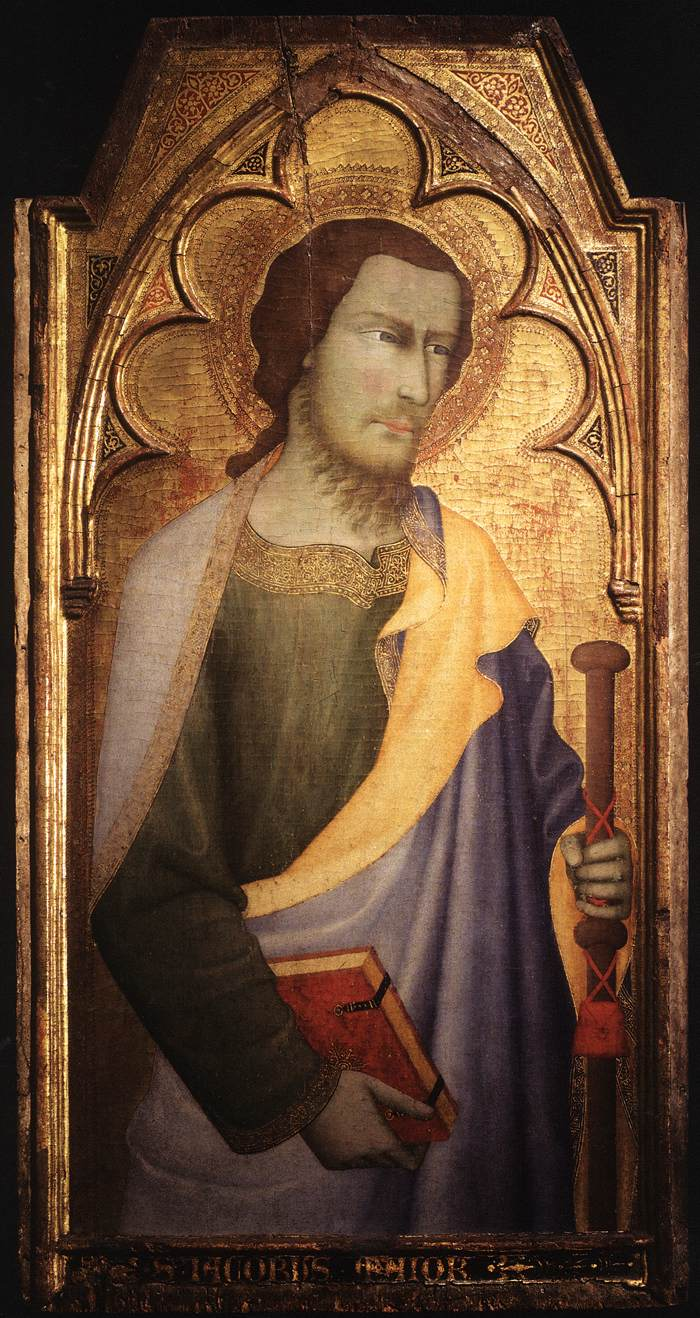
Святой Иаков Старший. Между 1355 и 1360. Дерево, темпера. Музей Каподимонте, Неаполь